# Jednostki organizacyjne wojska

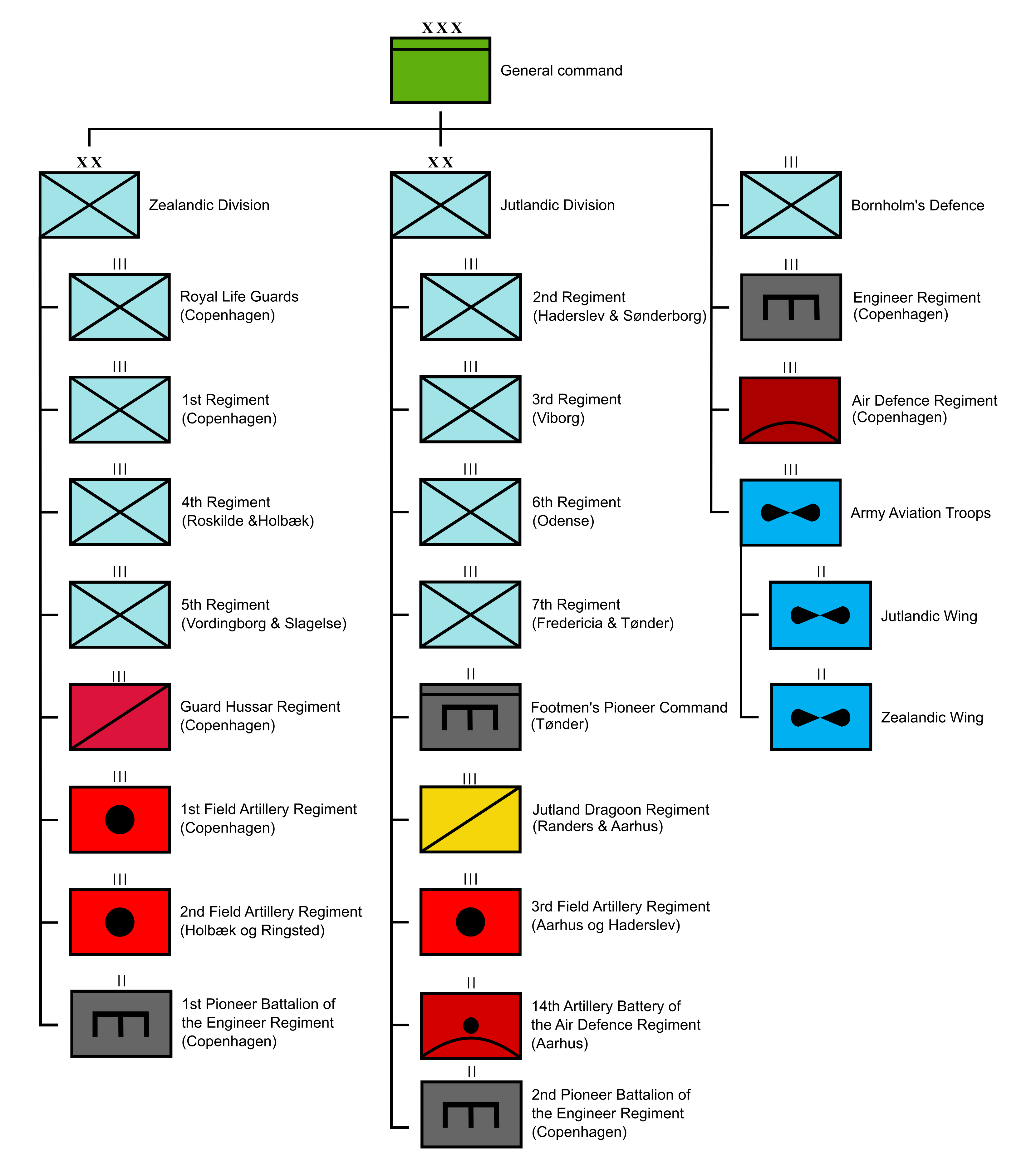
Organizacja Królewskiej Armii Duńskiej na dzień 9 kwietnia 1940 r.

Jednostki organizacyjne wojska – organizacje grupujące żołnierzy według przynależności do związków operacyjnych, oddziałów itp.

## Zasady ogólne
Na strukturę organizacyjną wojsk wpływają dwa podstawowe założenia. Po pierwsze – jak najskuteczniejsze prowadzenie działań wojennych. Po drugie – stworzenie i utrzymanie jak najsprawniejszego narzędzia dla tych działań, czyli sił zbrojnych. Współpraca wewnątrz nich jest niezbędna i najlepiej gdy łączą te funkcje w jednym dowództwie. Tak też jest na niskich szczeblach dowodzenia – taktycznych. Jednak przy większych zgrupowaniach wojsk, bardzo często stosuje się wyraźny rozdział tych kompetencji (często pod wpływem polityki). Istnieją więc dowództwa zajmujące się wyłącznie prowadzeniem walk (związki operacyjne) jak i dowództwa skoncentrowane na pracy administracyjnej (okręgi wojskowe). W momencie zagrożenia wojną powyższe kompetencje łączy się w jednym dowództwie – związki operacyjne otrzymują kompetencje okręgów wojskowych. Istnieją państwa, które tego podziału nie uznają.

## Związki operacyjne, taktyczne, oddziały i pododdziały
- związki operacyjne (tylko na czas wojny)
  -  armia (flota)
- związki taktyczne
  -  korpus (okręg wojskowy)
  -  dywizja (flotylla okrętów)
  -  brygada (brygada okrętów)
- oddziały
  -  pułk (dywizjon okrętów II rangi, okręt I rangi, grupa okrętów II rangi)
  -  samodzielny batalion (samodzielny dywizjon, samodzielna eskadra, dywizjon okrętów III i IV rangi, okręt II rangi, baza)
- pododdziały
  -  batalion (dywizjon, grupa okrętów III i IV rangi)
  -  kompania (bateria, szwadron, eskadra, okręt III rangi)
  -  pluton (klucz, okręt IV rangi)
  -  drużyna (działon, obsługa, załoga, samolot, śmigłowiec)
  -  sekcja